# Charles R. Knight

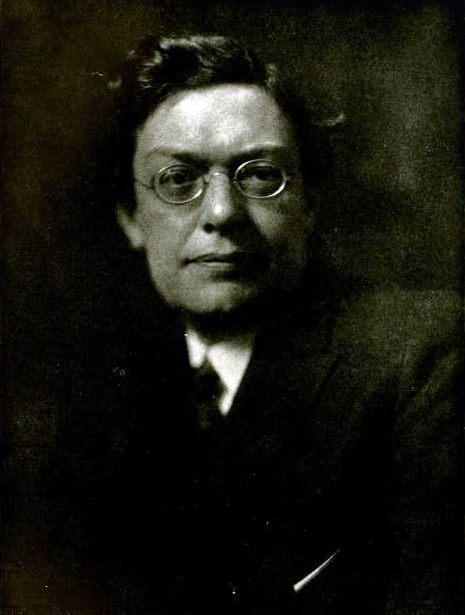
Charles R. Knight (1874-1953). Fotografía realizada c. 1914.

Charles Robert Knight (Brooklyn, 21 de octubre de 1874-Manhattan, 15 de abril de 1953) fue un artista estadounidense conocido por sus frescos y esculturas de animales prehistóricos y de fauna silvestre. Los murales que pintó con recreaciones de animales prehistóricos en distintos museos modelaron durante décadas las ideas que tenía la gente acerca de como eran esos organismos.

## Biografía

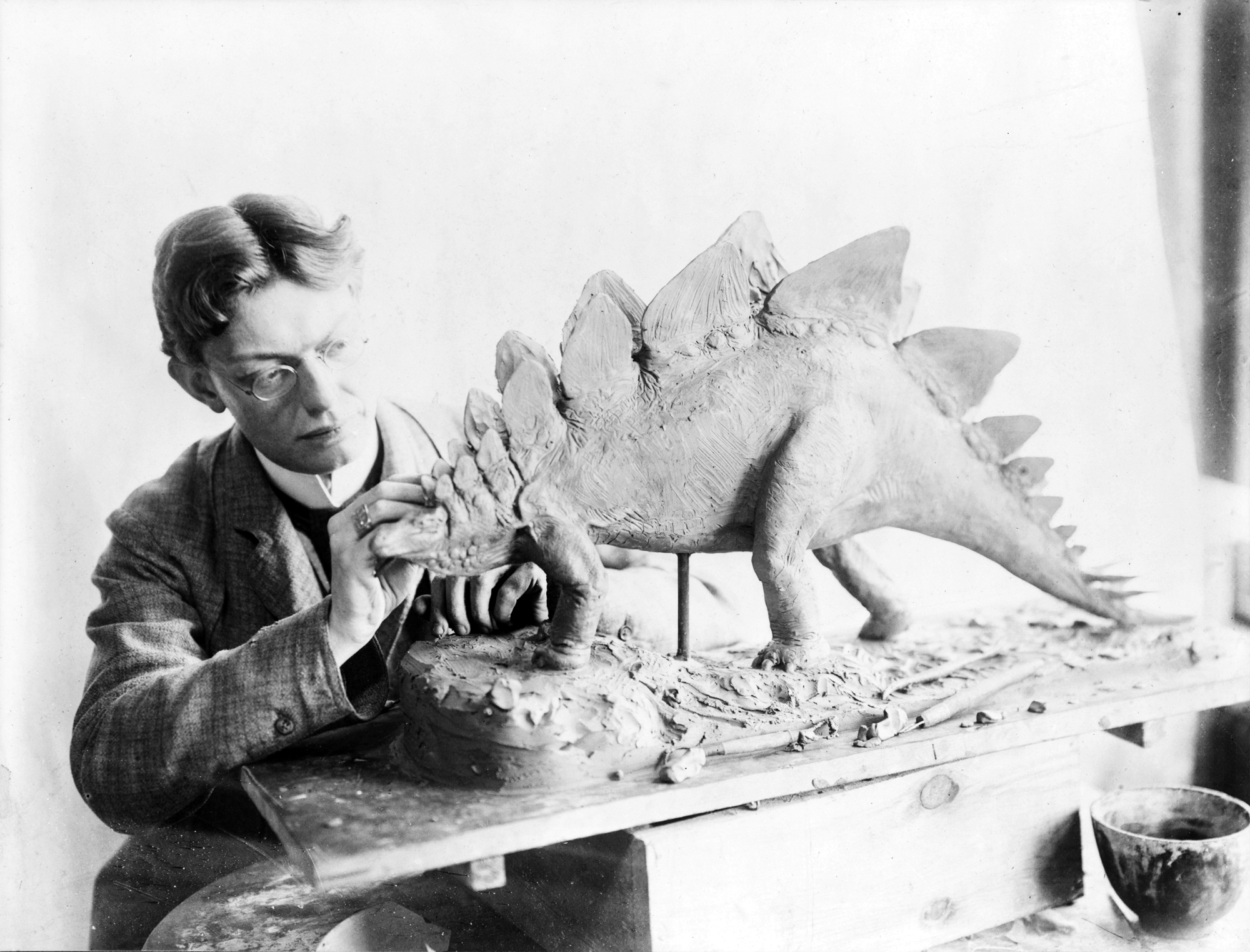
Charles Robert Knight recreando un Stegosaurus.

Cursó estudios en la Liga de estudiantes de arte de Nueva York, aunque previamente había acudido a la escuela de artes del Museo Metropolitano de Nueva York. Trabajó bajo la dirección de Carl Akeley en el Museo Americano de Historia Natural junto con los artistas James Lippitt Clark, Louis Paul Jonas, William R. Leigh y Carl Rungius.
Sufría de miopía y astigmatismo, por lo que pintaba pequeños óleos con un alto grado de detalle que luego sus ayudantes reproducían en las paredes de los museos. Knight se encargaba de darles los últimos retoques.

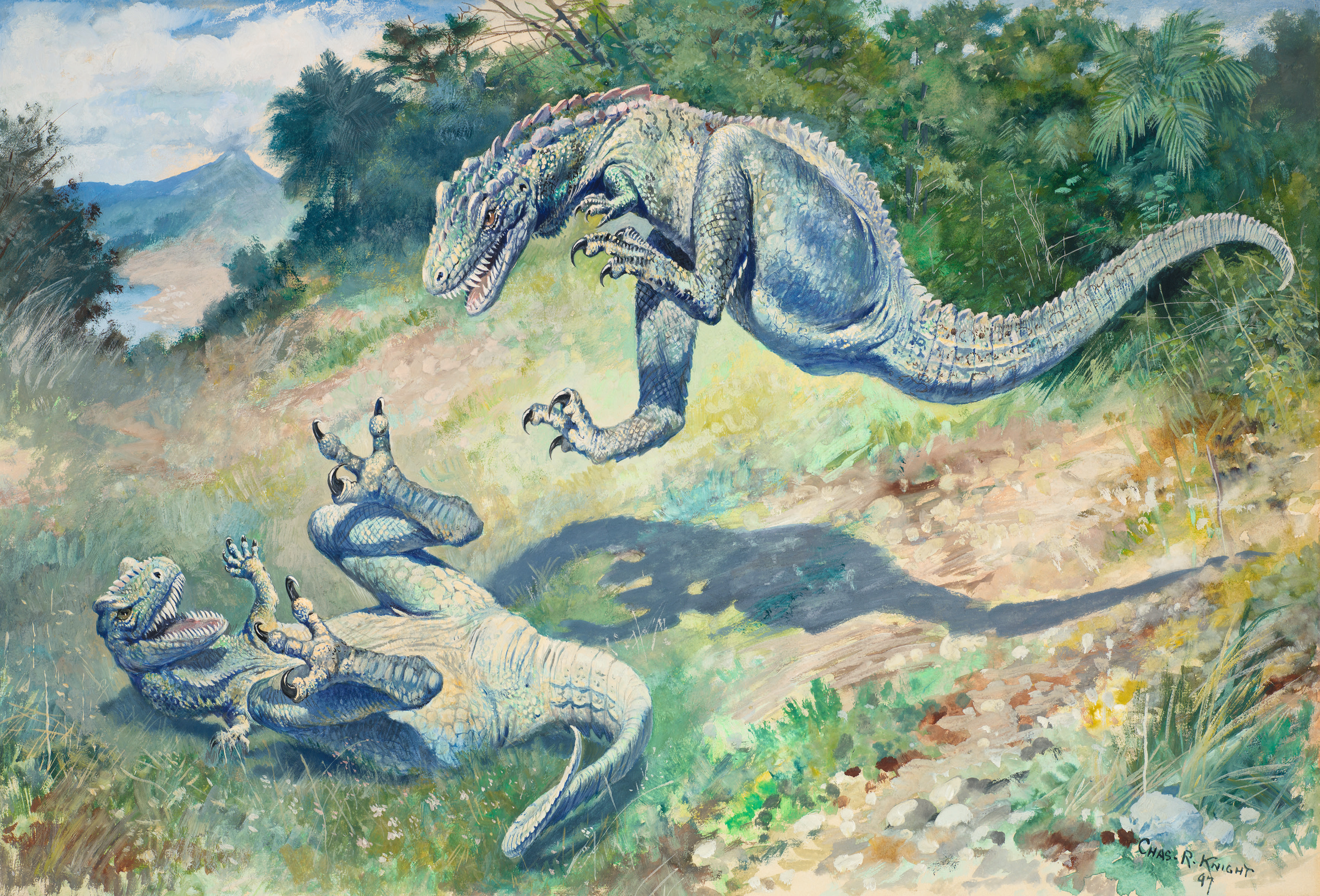
Lucha de dos Dryptosaurus (Leaping Laelops, 1896).

También fue un dibujante de fauna salvaje, lo que le sirvió para conocer bien la anatomía de los animales. Este conocimiento lo aplicó a sus recreaciones de fauna prehistórica. A lo largo de su vida dibujó unas 800 especies.